# Carmen Jones (musical)
Carmen Jones és un musical de Broadway de 1943 amb música de Georges Bizet (orquestrat per a Broadway per Robert Russell Bennett) i lletres i llibret d'Oscar Hammerstein II que es va representar al The Broadway Theatre. Conceptualment, és l'òpera de Bizet Carmen actualitzat a l'època de la Segona Guerra Mundial i amb un ajustament afroamericà. L'òpera de Bizet es basava, al seu torn, en la novel·la de Prosper Mérimée de 1846. El musical de Broadway va ser produït per Billy Rose, amb un repartiment completament negre, i dirigit per Hassard Short. Robert Shaw va preparar les parts corals de l'espectacle.
La producció original de Broadway va ser protagonitzada per Muriel Smith (alternant amb Muriel Rahn) en el paper principal. Els membres del repartiment original de Broadway eren gairebé tots nous a l'escenari; Kennedy i Muir escriviren que el primer dia d'assaig només un membre del repartiment havia estat mai en un escenari.
La pel·lícula de 1954 va ser adaptada per Hammerstein i Harry Kleiner. Va ser dirigida per Otto Preminger i protagonitzada per Dorothy Dandridge i Harry Belafonte.
El musical també s'ha revifat a Londres, corrent per una temporada el 1991 al Old Vic de Londres i més recentment al Royal Festival Hall al Southbank Centre el 2007.
El 2018, va tenir un revival a l'off-Broadway a la Classic Stage Company sota la direcció de John Doyle i amb Anika Noni Rose al paper principal.

## Música
Oscar Hammerstein II va traduir del francès a l'anglès el llibret de l' òpera Carmen de Georges Bizet per a la seva producció de Broadway. L'editora d'Arts i Entreteniment, Elisabeth Vincentelli, aclareix:
| « | La música es va deixar pràcticament intacta, però Hammerstein va transferir l'acció a l'Amèrica de la Segona Guerra Mundial. La fàbrica de tabac de Carmen es va convertir en la fàbrica de paracaigudes de Carmen Jones, el torero Escamillo es va convertir en el boxejador Husky Miller, etc. el "petit" detall de projectar el programa només amb afroamericans ... moltes de les cançons del programa mantenen un impacte sorprenent. La febre intensitat de "Beat Out dat Rhythm on a Drum", per exemple, no s'ha reduït anys, i la cançó ha estat coberta per una gran varietat d'intèrprets, des de Pearl Bailey i Marc Almond fins a Mandy Patinkin. | » |

La majoria dels actors que interpretaven les cançons de la pel·lícula Carmen Jones van ser doblats. Fins i tot el cantant Harry Belafonte va ser doblat (per LeVern Hutcherson), i Dorothy Dandridge va ser doblada per Marilyn Horne (molt abans que Horne es convertís en una coneguda cantant d'òpera).

## Sinopsi

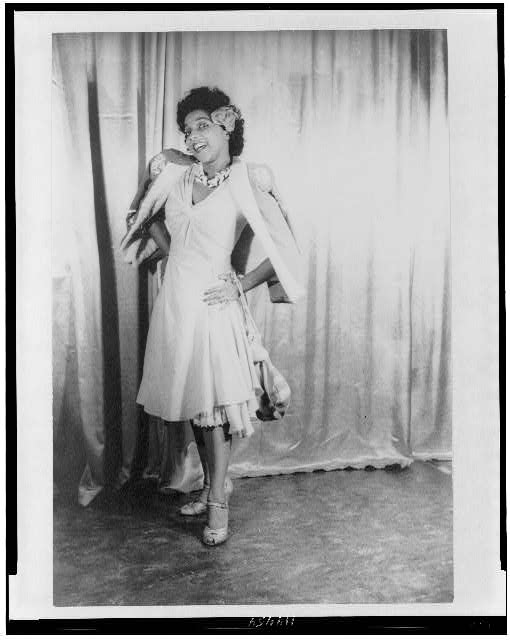
Muriel Rahn en el paper principal a la producció original de Carmen Jones de 1943 de Broadway.

La fabricant de paracaigudes Carmen Jones fa una obra de teatre per a un home de la força aèria, Joe, que està enamorat de la dolça Cindy Lou i a punt de casar-se amb ella en una passada de dia quan Carmen es baralla amb una altra dona.
El passi de Joe es cancel·la per tal que la condueixi a la ciutat següent per lliurar-la a la policia no militar. En canvi, Carmen l'encanta i s'escapa, i és enviat al calabós per no lliurar-la a les autoritats.
Mentre Carmen espera que Joe surti de la presó militar, es queda al voltant del cafè de Billy Pastor on es troba amb el boxejador Husky Miller, que instantàniament és assetjat per Carmen, anomenant-la "onada de calor".
Carmen inicialment no està interessada. Però els seus amics Frankie i Mert saben que la seva invitació del gerent de Husky per veure'l lluitar a Chicago depèn que Carmen també hi sigui.
Joe, després d'haver estat alliberat del calabós, apareix al cafè el mateix vespre. Al principi, les seves perspectives semblen mirar cap amunt, ja que les seves connexions han tornat a posar Joe en camí cap a l'escola d'aviadors. No obstant això, Carmen se sent culpable, protestant perquè una relació de llarga distància, amb Joe a 640 km de distància a l'escola, no és el que tenia present. De seguida es baralla amb el seu sergent, que fa una jugada contra Carmen, a més de deixar una forta ombra sobre Joe. Començar la lluita en solitari hauria estat suficient per tornar a posar Joe a la presó militar durant anys, però la lluita va malament i el sergent acaba aparentment mort. Carmen fa que Joe amagui el cos, ja que la deserció sona millor que una pena llarga.
El bitllet de tren donat originalment a Carmen destí Chicago els ofereix una manera d'evitar els policies militars. Després d'uns dies amagant-se en un trist hotel sense diners i sense futur amb Joe, Carmen fa una visita als seus dos amics, ara coberta de diamants i pells, al camp d'entrenament de Husky. Només busca un préstec, però intenten agafar-la per a que Joe es rendeixi i "marxar amb els diners" quedant-se amb Husky.
Més tard, a l'apartament de Husky, Frankie llegeix les "cartes" de Carmen i revela els Nou de Piques, la carta de la Mort. En la creença que els seus dies estan comptats, Carmen cedeix als avenços de Husky, abandonant Joe per la vida de luxe que Husky li pot oferir.
Cindy Lou ve a buscar Joe, però encara està enamorat de Carmen i rebutja Cindy Lou. La nit de la lluita pel títol de Husky, Joe apareix per intentar convèncer Carmen perquè torni a ell, però quan ella el rebutja, la mata, convertint així la profecia de la carta en realitat.

## Cançons
| Acte 1 - Overture - Lift 'Em Up i Put 'Em Down (Avec la garde montante a l'òpera de Bizet) – Street Boys - Honey Gal o' Mine – Cor masculí - Good Luck, Mr. Flyin' Man! – Cor femení - Dat's Love (Habanera a l'òpera de Bizet) – Carmen i Cor - You Talk Just like My Maw (Parle-moi de ma mère a l'òpera de Bizet)– Joe i Cindy Lou - Murder-Murder – Female Cor - Carmen Jones Is Goin' to Jail! – Pit Cor - Dere's a Cafe on de Corner (Seguidilla a l'òpera de Bizet) – Carmen i Joe - Beat Out Dat Rhythm on a Drum (Gypsy Song a l'òpera de Bizet) – Frankie, Cor - Stan' Up i Fight (Toreador Song, also known as March of the Toreadors a l'òpera de Bizet) – Husky Miller i Cor - Whizzin' Away Along de Track (Quintet (Nous avons en tête une affaire) a l'òpera de Bizet) – Rum, Dink, Myrt, Frankie i Carmen - Dis Flower (Flower Song a l'òpera de Bizet) – Joe - If You Would Only Come Away – Carmen i Joe | Acte 2 - De Cards Don't Lie (Card Song a l'òpera de Bizet) – Frankie, Myrt, Carmen i Cor femení - Dat Ol' Boy – Carmen - Poncho de Panther from Brazil – Frankie, Myrt, Husky Miller, Rum i Cor - My Joe (Micaela's Air a l'òpera de Bizet) – Cindy Lou - Finale (of Act II Scene I) – Carmen, Joe, Cindy Lou, Husky Miller, Rum, Dink, Frankie i Myrt - Git Yer Program for de Big Fight – Cor - Dat's Our Man! (Les voici a l'òpera de Bizet) – Cor - Finale – Carmen, Joe, Cor |

## Premis i nomiancions

### Producció original de Londres
| Ant  | Premi                  | Categoria                                             | Nominat               | Resultat  |
| ---- | ---------------------- | ----------------------------------------------------- | --------------------- | --------- |
| 1992 | Premi Laurence Olivier | Millor Musical                                        | Millor Musical        | Guanyador |
| 1992 | Premi Laurence Olivier | Millor Actor de Musical                               | Damon Evans           | Nominat   |
| 1992 | Premi Laurence Olivier | Millor Actriu de Musical                              | Wilhelmenia Fernandez | Guanyador |
| 1992 | Premi Laurence Olivier | Millor Actriu de Musical                              | Sharon Benson         | Nominat   |
| 1992 | Premi Laurence Olivier | Millor Actuació en un Paper de Repartiment de Musical | Gregg Baker           | Nominat   |
| 1992 | Premi Laurence Olivier | Millor Actuació en un Paper de Repartiment de Musical | Karen Parks           | Nominat   |